# Pyrenula macularis
Pyrenula macularis är en lavart som först beskrevs av Alexander Zahlbruckner, och fick sitt nu gällande namn av R. C. Harris. Pyrenula macularis ingår i släktet Pyrenula och familjen Pyrenulaceae.   Inga underarter finns listade i Catalogue of Life.